# Bergwiesen um Schmiedefeld a. Rstg. mit Ziegensumpf
Bergwiesen um Schmiedefeld a. Rstg. mit Ziegensumpf este o arie protejată (arie specială de conservare — SAC, sit de importanță comunitară — SCI) din Germania întinsă pe o suprafață de 159 ha, integral pe uscat.

## Localizare
Centrul sitului Bergwiesen um Schmiedefeld a. Rstg. mit Ziegensumpf este situat la coordonatele 50°36′32″N 10°50′07″E / 50.6089°N 10.8353°E.

## Înființare
Situl Bergwiesen um Schmiedefeld a. Rstg. mit Ziegensumpf a fost declarat sit de importanță comunitară în iunie 2004 pentru a proteja 5 specii de animale. Situl a fost protejat și ca arie specială de conservare în iulie 2008.

## Biodiversitate
Situată în ecoregiunea continentală, aria protejată conține 9 habitate naturale: Lacuri eutrofice naturale cu vegetație de tip Magnopotamion sau Hydrocharition, Cursuri de apă de la nivel de câmpie la nivel montan, cu vegetație Ranunculion fluitantis și Callitricho-Batrachion, Formațiuni ierboase bogate în specii de Nardus, dezvoltate pe substraturi silicioase în zone montane (și în zone submontane, în Europa continentală), Liziere de ierburi înalte hidrofile de câmpie și de nivel montan până la alpin, Fânețe montane, Mlaștini turboase de tranziție și turbării mișcătoare, Păduri de fag Luzulo-Fagetum, Mlaștini împădurite, Păduri acidofile de Picea de la nivel montan la nivel alpin (Vaccinio-Piceetea).
La baza desemnării sitului se află mai multe specii protejate de  păsări (5): ciocănitoare neagră (Dryocopus martius), becațină comună (Gallinago gallinago), sfrâncioc roșiatic (Lanius collurio), cocoșul de mesteacăn (Tetrao tetrix tetrix), fluierarul de zăvoi (Tringa ochropus)
Pe lângă speciile protejate, pe teritoriul sitului au mai fost identificate 8 specii de plante, 1 specie de amfibieni, 3 specii de mamifere, 19 specii de nevertebrate, 3 specii de reptile.